# Джексон, Бершон
Бершон Джексон (род. 1983) — американский легкоатлет, который специализируется в спринте и в барьерном беге.
Первых серьёзных успехов в карьере добился в 2002 году, когда выиграл чемпионат США среди юниоров в беге на 400 метров с/б с результатом 50,33. Эта победа позволила дебютировать ему на международном уровне. В этом же году он стал бронзовым призёром чемпионата мира среди юниоров. С 2005 по 2010 годы выигрывал чемпионат США в помещении на дистанции 400 метров. Обладал лучшим результатом в мире в 2010 году — 47,32. С личным рекордом 47,30 на 400 метров с/б занимает 10-ю строчку в списке самых быстрых барьеристов мира зна этой дистанции. В 2011 году занял 2-е место на чемпионате США на открытом воздухе.
В настоящее время проживает в Роли, Северная Каролина. Женат, имеет две дочери.

## Достижения
| Год  | Соревнование                 | Город              | Место | Дисциплина       | Время   |
| ---- | ---------------------------- | ------------------ | ----- | ---------------- | ------- |
| 2002 | Чемпионат мира среди юниоров | Кингстон           | 3-е   | 400 метров с/б   | 50,00   |
| 2004 | Легкоатлетический финал      | Монако             | 1-е   | 400 метров с/б   | 47,86   |
| 2005 | Чемпионат мира               | Хельсинки          | 1-е   | 400 метров с/б   | 47,30   |
| 2005 | Легкоатлетический финал      | Монако             | 1-е   | 400 метров с/б   | 48,05   |
| 2006 | Легкоатлетический финал      | Штутгарт           | 3-е   | 400 метров с/б   | 48,24   |
| 2007 | Чемпионат мира               | Осака              | 1-е   | эстафета 4×400 м | —       |
| 2008 | Олимпийские игры             | Пекин              | 3-е   | 400 метров с/б   | 48,06   |
| 2009 | Чемпионат мира               | Берлин             | 3-е   | 400 метров с/б   | 48,23   |
| 2010 | Чемпионат мира в помещении   | Доха               | 1-е   | эстафета 4×400 м | 3.03,40 |
| 2010 | Бриллиантовая лига           | Бриллиантовая лига | 1-е   | 400 метров с/б   | —       |
| 2010 | Кубок мира                   | Сплит              | 3-е   | 400 метров с/б   | 48,62   |
| 2010 | Кубок мира                   | Сплит              | 1-е   | эстафета 4×400 м | 2.59,00 |
| 2011 | Чемпионат мира               | Тэгу               | 6-е   | 400 метров с/б   | 49,24   |
| 2011 | Чемпионат мира               | Тэгу               | 1-е   | эстафета 4×400 м | 2.59,31 |